# Quarante-deuxième district congressionnel de Californie
Le 42e district congressionnel de Californie est un district situé en Californie. Le district est actuellement représenté par le Démocrate Robert Garcia.
Le 42e district est entièrement situé dans le Comté de Los Angeles et est centré autour de Long Beach et de ses banlieues environnantes.

## Géographie
| #  | Comté       | Siège       | Population |
| -- | ----------- | ----------- | ---------- |
| 37 | Los Angeles | Los Angeles | 9 663 345  |

À partir du redécoupage de 2020, le 42e district congressionnel de la Californie a été déplacé géographiquement dans la région de South Bay du Comté de Los Angeles. Cette circonscription comprend également deux des Channel Islands, Santa Catalina et San Clemente, dans la Southern California Bight.
Le Comté de Los Angeles est divisé entre ce district, le 34e district, le 37e district, le 38e district, le 45e district, le 44e district, le 47e district et le 43e district. Les 42e, 34e et 38e sont divisés par S Gerhart Ave, Simmons Ave, Dewar Ave, W Beverly Blvd, Repetto Ave, Allston St, S Concourse Ave, Ferguson Dr, Simmons Ave/S Gerhart Ave, Highway 72, Goodrich Blvd, Telegraph Rd, S Marianna Ave, Noakes St, S Bonnie Beach Pl, Union Pacific Ave, S Indiana St, Union Pacific Railroad, Holabird Ave, S Grande Vista Ave, AT & SF Railway, Harriet St, et E 25th St.
Les 42e, 37e, et 43e sont divisés par S Alameda St, E Slauson Ave, S Central Ave, Firestone Blvd-E 90 St, S Central Ave, E 103rd St, Success Ave, E 92nd St, E 91st, Croesus Ave, and E 97th St.
Les 42e, 38e, 45e et 47e sont séparées par Yates Ave, E Acco St, 6866 E Washington Blvd-2808 Vail Ave, S 14th St, AT & SF Railway, Church Rd, Telegraph Rd, Rio Hondo River, Veterans Memorial Park, Suva St, Guatemala Ave, Shady Oak Dr, Coolgrove Dr, Gallatin Rd, Samoline Ave, Paramount Blvd, Arrington Ave, Suva St, Charloma Dr, Lubet St, Highway 5, San Gabriel River, Palo Verde Ave, South St, Del Amo Blvd, Pioneer Blvd, Coyote Creek, Centralia Creek, Hawaiian Ave, Verne Ave, Bloomfield Park, Highway 605, 226th St, Dorado Cir, Cortner Ave, E Woodson St, Bloomfield Ave, Lilly Ave, Marna Ave, Los Alamos Channel, et la piste cyclable de San Gabriel.
Les 42e et 44e sont divisés par S Alameda St, Southern Pacific Railroad, Ardmore Ave, Long Beach Blvd, Pacific Blvd, Cudahy St, 2622 Cudahy St-3211 Santa Ana St, Santa Ana St, Salt Lake Ave, Patata St, 7038 Dinwiddie St-10112 Karmont Ave, Imperial Highway, Old River School Rd, Union Pacific Railroad, Gardendale St, Century Blvd, Highway 19. Laurel St, Clark Ave, Beach St, Bellflower Blvd, E Carson St, Woodruff Ave, Gonda Ave, E Wardlow Rd, N Los Coyotes Diagonal, McNab Ave, E Spring St, E Harvey Way, Faculty Ave, E Carson St, Norse Way, Lakewood Golf Course, Cover St, E 36th St, Cherry Ave, Atlantic Ave, E Willow St, Long Beach Blvd, Highway 1, Oregon Ave, W Anaheim St, Los Angeles River, Canal Ave, W 19th St, Santa Fe Ave, Seabright Ave, W 25th St, W Willow St, Middle Rd-East Rd, 2300 E Pacific Coast Highway-W Anaheim St, E Anaheim St-Cerritos Channel, Piers S Ave, Highway 47, and Navy Mole Rd.
Le 42e district comprend les villes de Huntington Park, Bell, Bell Gardens, Maywood, Signal Hill, Vernon, Cudahy, Commerce, le Sud de Long Beach, l'Est de Lakewood, la majeure partie de Downey et Bellflower, et les census-designated places de Florence-Graham et Walnut Park.

### Villes et census-designated places de10 000personnes ou plus
- Long Beach - 466 742
- Downey - 114 355
- Lakewood - 82 496
- Bellflower - 79 190
- Florence-Graham - 61 983
- Huntington Park - 52 633
- Bell Gardens - 39 501
- Bell - 33 559
- Maywood - 25 138
- Cudahy - 22 811
- Walnut Park - 15 214
- Commerce - 12 378
- Signal Hills - 11 848

## Historique de vote
| Année | Poste               | Résultats                         |
| ----- | ------------------- | --------------------------------- |
| 1990  | Gouverneur          | Wilson 62,0 % - 33,8 %            |
| 1992  | Président           | Clinton 45,9 % - 32,8 %           |
| 1992  | Sénateur            | Herschensohn (en) 45,4 % - 43,2 % |
| 1992  | Sénateur (Spéciale) | Seymour 50,7 % - 44,0 %           |
| 1994  | Gouverneur          | Wilson 55,6 % - 36,9 %            |
| 1994  | Sénateur            | Huffington 49,3 % – 39,6 %        |
| 1996  | Président           | Clinton 53,5 % - 35,6 %           |
| 1998  | Governor            | Davis 61,3 % - 31,7 %             |
| 1998  | Sénateur            | Boxer 56,7 % – 38,1 %             |
| 2000  | Président           | Gore 57,0 % - 39,3 %              |
| 2000  | Sénateur            | Feinstein 58,5 % - 34,2 %         |
| 2002  | Gouverneur          | Simon (en) 61,1 % - 31,9 %        |
| 2003  | Recall,             | Oui 75,8 % - 24,2 %               |
| 2003  | Recall,             | Schwarzenegger 66,0 % - 15,3 %    |
| 2004  | Président           | Bush 62,0 % - 36,9 %              |
| 2004  | Sénateur            | Jones (en) 54,1 % - 41,6 %        |
| 2006  | Gouverneur          | Schwarzenegger 71,1 % - 24,6%     |
| 2006  | Sénateur            | Mountjoy (en) 52,9 % - 42,5%      |
| 2008  | Président           | McCain 53,2 % - 44,9 %            |
| 2010  | Gouverneur          | Whitman 59,1 % - 35,2 %           |
| 2010  | Sénateur            | Fiorina 61,2 % - 33,8 %           |
| 2012  | Président           | Romney 56,5 % - 41,4 %            |
| 2012  | Sénateur            | Elizabeth Emken 56,8 % - 43,2 %   |
| 2014  | Gouverneur          | Kashkari (en) 63,2 % – 36,8 %     |
| 2016  | Président           | Trump 53,4 % - 41,4 %             |
| 2016  | Sénateur            | Harris 54,6 % - 45,4 %            |
| 2018  | Gouverneur          | Cox 58,8 % – 41,2 %               |
| 2018  | Sénateur            | de León (en) 52,1 % - 47,9 %      |
| 2020  | Président           | Trump 52,7 % - 45,3 %             |
| 2021  | Recall              | Oui 59,0 % - 41,0 %               |
| 2022  | Gouverneur          | Newsom 66,7 % - 33,3 %            |
| 2022  | Sénat               | Padilla 69,0 % - 31,0 %           |

## Liste des représentants du district
| Membre                           | Parti       | Années                             | Congrès     | Histoire électorale | Zone géographique                                                                                   |
| -------------------------------- | ----------- | ---------------------------------- | ----------- | --- | --------------------------------------------------------------------------------------------------- |
| District créée le 3 janvier 1973 |             |                                    |             | | |
| Clair Burgener (en)              | Républicain | 3 janvier 1973 - 3 janvier 1975    | 93e         | Élu en 1972. Redécoupage vers le 43e district. | 1973–1975 Orange (Sud côtier), San Diego (partie côtière) abords de la ville                        |
| Lionel Van Deerlin (en)          | Démocrate   | 3 janvier 1975 - 3 janvier 1981    | 94e - 96e   | Redécoupage depuis le 41e district et réélu en 1974. Réélu en 1976. Réélu en 1978. Perd sa réélection.                                             | 1975–1983 San Diego (Partie sud de San Diego)                                                       |
| Duncan Hunter                    | Républicain | 3 janvier 1981 - 3 janvier 1983    | 97e         | Élu en 1980. Redécoupage vers le 45e district. | 1975–1983 San Diego (Partie sud de San Diego)                                                       |
| Dan Lungren                      | Républicain | 3 janvier 1983 - 3 janvier 1989    | 98e - 100e  | Redécoupage depuis le 34e district et réélu en 1982. Réélu en 1984. Réélu en 1986. Démissionne lorsque nommé Trésorier de Californie.              | 1983–1993 Los Angeles (Palos Verdes), Orange (Nord-Ouest)                                           |
| Dana Rohrabacher                 | Républicain | 3 janvier 1989 - 3 janvier 1993    | 101e, 102e  | Élu en 1988. Réélu en 1990. Redécoupage vers le 45e district.                                                                                      | 1983–1993 Los Angeles (Palos Verdes), Orange (Nord-Ouest)                                           |
| George Brown, Jr. (en)           | Démocrate   | 3 janvier 1993 - 15 juillet 1999   | 103e - 106e | Redécoupage depuis le 36e district et réélu en 1992. Réélu en 1994. Réélu en 1996. Réélu en 1998. Décès.                                           | 1993–2003 San Bernardino (Inland Empire)                                                            |
| Vacant                           | Vacant      | 15 juillet 1999 - 16 novembre 1999 |             | | 1993–2003 San Bernardino (Inland Empire)                                                            |
| Joe Baca (en)                    | Démocrate   | 16 novembre 1999 - 3 janvier 2003  | 106e, 107e  | Élu pour terminer le mandat de Brown. Réélu en 2000. Redécoupage vers le 43e district.                                                             | 1993–2003 San Bernardino (Inland Empire)                                                            |
| Gary Miller (en)                 | Républicain | 3 janvier 2003 - 3 janvier 2013    | 108e - 112e | Redécoupage depuis le 41e district et réélu en 2002. Réélu en 2004. Réélu en 2006. Réélu en 2008. Réélu en 2010. Redécoupage vers le 31e district. | 2003–2013 Los Angeles (Partie Sud-Est), Orange (Partie Nord-Est), San Bernardino (Partie Sud-Ouest) |
| Ken Calvert                      | Républicain | 3 janvier 2013 - 3 janvier 2023    | 113e - 117e | Redécoupage depuis le 44e district et réélu en 2012. Réélu en 2014. Réélu en 2016. Réélu en 2018. Réélu en 2020. Redécoupage vers le 41e district. | 2013–2023 Inland Empire (Corona et Murrieta)                                                        |
| Robert Garcia                    | Démocrate   | 3 janvier 2023 - en cours          | 118e - 119e | Élu en 2022. Réélu en 2024. | 2023–Présent Los Angeles (Partie Sud)                                                               |

## Résultats des récentes élections
Voici les résultats des dix précédents cycles électoraux dans le district.

### 2004
| Élection de 2004 du 42e district congressionnel de Californie | Élection de 2004 du 42e district congressionnel de Californie | Élection de 2004 du 42e district congressionnel de Californie | Élection de 2004 du 42e district congressionnel de Californie | Élection de 2004 du 42e district congressionnel de Californie |
| ------------------------------------------------------------- | ------------------------------------------------------------- | ------------------------------------------------------------- | ------------------------------------------------------------- | ------------------------------------------------------------- |
| Parti                                                         | Parti                                                         | Candidat                                                      | Votes                                                         | %                                                             |
|                                                               | Républicain                                                   | Gary Miller (en) (sortant)                                    | 167 632                                                       | 68,2                                                          |
|                                                               | Démocrate                                                     | Lewis Myers                                                   | 78 393                                                        | 31,8                                                          |
| Total des votes                                               | Total des votes                                               | Total des votes                                               | 246 025                                                       | 100 %                                                         |
|                                                               | Les Républicains conservent                                   |                                                               |                                                               |                                                               |

### 2006
| Élection de 2006 du 42e district congressionnel de Californie | Élection de 2006 du 42e district congressionnel de Californie | Élection de 2006 du 42e district congressionnel de Californie | Élection de 2006 du 42e district congressionnel de Californie | Élection de 2006 du 42e district congressionnel de Californie |
| ------------------------------------------------------------- | ------------------------------------------------------------- | ------------------------------------------------------------- | ------------------------------------------------------------- | ------------------------------------------------------------- |
| Parti                                                         | Parti                                                         | Candidat                                                      | Votes                                                         | %                                                             |
|                                                               | Républicain                                                   | Gary Miller (en) (sortant)                                    | 129 720                                                       | 100 %                                                         |
|                                                               | Les Républicains conservent                                   |                                                               |                                                               |                                                               |

### 2008
| Élection de 2008 du 42e district congressionnel de Californie | Élection de 2008 du 42e district congressionnel de Californie | Élection de 2008 du 42e district congressionnel de Californie | Élection de 2008 du 42e district congressionnel de Californie | Élection de 2008 du 42e district congressionnel de Californie |
| ------------------------------------------------------------- | ------------------------------------------------------------- | ------------------------------------------------------------- | ------------------------------------------------------------- | ------------------------------------------------------------- |
| Parti                                                         | Parti                                                         | Candidat                                                      | Votes                                                         | %                                                             |
|                                                               | Républicain                                                   | Gary Miller (en) (sortant)                                    | 158 404                                                       | 60,2                                                          |
|                                                               | Démocrate                                                     | Ed Chau                                                       | 104 909                                                       | 39,8                                                          |
| Total des votes                                               | Total des votes                                               | Total des votes                                               | 263 313                                                       | 100 %                                                         |
|                                                               | Les Républicains conservent                                   |                                                               |                                                               |                                                               |

### 2010
| Élection de 2010 du 42e district congressionnel de Californie | Élection de 2010 du 42e district congressionnel de Californie | Élection de 2010 du 42e district congressionnel de Californie | Élection de 2010 du 42e district congressionnel de Californie | Élection de 2010 du 42e district congressionnel de Californie |
| ------------------------------------------------------------- | ------------------------------------------------------------- | ------------------------------------------------------------- | ------------------------------------------------------------- | ------------------------------------------------------------- |
| Parti                                                         | Parti                                                         | Candidat                                                      | Votes                                                         | %                                                             |
|                                                               | Républicain                                                   | Gary Miller (en) (sortant)                                    | 127 161                                                       | 62,3                                                          |
|                                                               | Démocrate                                                     | Michael Williamson                                            | 65 122                                                        | 31,8                                                          |
|                                                               | Libertarien                                                   | Mark Lambert                                                  | 12 115                                                        | 5,9                                                           |
| Total des votes                                               | Total des votes                                               | Total des votes                                               | 204 398                                                       | 100 %                                                         |
|                                                               | Les Républicains conservent                                   |                                                               |                                                               |                                                               |

### 2012
| Élection de 2012 du 42e district congressionnel de Californie | Élection de 2012 du 42e district congressionnel de Californie | Élection de 2012 du 42e district congressionnel de Californie | Élection de 2012 du 42e district congressionnel de Californie | Élection de 2012 du 42e district congressionnel de Californie |
| ------------------------------------------------------------- | ------------------------------------------------------------- | ------------------------------------------------------------- | ------------------------------------------------------------- | ------------------------------------------------------------- |
| Parti                                                         | Parti                                                         | Candidat                                                      | Votes                                                         | %                                                             |
|                                                               | Républicain                                                   | Ken Calvert (sortant)                                         | 130 245                                                       | 60,6                                                          |
|                                                               | Démocrate                                                     | Michael Williamson                                            | 84 702                                                        | 39,4                                                          |
| Total des votes                                               | Total des votes                                               | Total des votes                                               | 214 947                                                       | 100 %                                                         |
|                                                               | Les Républicains conservent                                   |                                                               |                                                               |                                                               |

### 2014
| Élection de 2014 du 42e district congressionnel de Californie | Élection de 2014 du 42e district congressionnel de Californie | Élection de 2014 du 42e district congressionnel de Californie | Élection de 2014 du 42e district congressionnel de Californie | Élection de 2014 du 42e district congressionnel de Californie |
| ------------------------------------------------------------- | ------------------------------------------------------------- | ------------------------------------------------------------- | ------------------------------------------------------------- | ------------------------------------------------------------- |
| Parti                                                         | Parti                                                         | Candidat                                                      | Votes                                                         | %                                                             |
|                                                               | Républicain                                                   | Ken Calvert (sortant)                                         | 74 540                                                        | 65,7                                                          |
|                                                               | Démocrate                                                     | Tim Sheridan                                                  | 38 850                                                        | 34,3                                                          |
| Total des votes                                               | Total des votes                                               | Total des votes                                               | 113 390                                                       | 100 %                                                         |
|                                                               | Les Républicains conservent                                   |                                                               |                                                               |                                                               |

### 2016
| Élection de 2016 du 42e district congressionnel de Californie | Élection de 2016 du 42e district congressionnel de Californie | Élection de 2016 du 42e district congressionnel de Californie | Élection de 2016 du 42e district congressionnel de Californie | Élection de 2016 du 42e district congressionnel de Californie |
| ------------------------------------------------------------- | ------------------------------------------------------------- | ------------------------------------------------------------- | ------------------------------------------------------------- | ------------------------------------------------------------- |
| Parti                                                         | Parti                                                         | Candidat                                                      | Votes                                                         | %                                                             |
|                                                               | Républicain                                                   | Ken Calvert (sortant)                                         | 149 547                                                       | 58,8                                                          |
|                                                               | Démocrate                                                     | Tim Sheridan                                                  | 104 689                                                       | 41,2                                                          |
| Total des votes                                               | Total des votes                                               | Total des votes                                               | 254 236                                                       | 100 %                                                         |
|                                                               | Les Républicains conservent                                   |                                                               |                                                               |                                                               |

### 2018
| Élection de 2018 du 42e district congressionnel de Californie | Élection de 2018 du 42e district congressionnel de Californie | Élection de 2018 du 42e district congressionnel de Californie | Élection de 2018 du 42e district congressionnel de Californie | Élection de 2018 du 42e district congressionnel de Californie |
| ------------------------------------------------------------- | ------------------------------------------------------------- | ------------------------------------------------------------- | ------------------------------------------------------------- | ------------------------------------------------------------- |
| Parti                                                         | Parti                                                         | Candidat                                                      | Votes                                                         | %                                                             |
|                                                               | Républicain                                                   | Ken Calvert (sortant)                                         | 131 040                                                       | 56,5                                                          |
|                                                               | Démocrate                                                     | Julia C. Peacock                                              | 100 892                                                       | 43,5                                                          |
| Total des votes                                               | Total des votes                                               | Total des votes                                               | 231 932                                                       | 100 %                                                         |
|                                                               | Les Républicains conservent                                   |                                                               |                                                               |                                                               |

### 2020
| Élection de 2020 du 42e district congressionnel de Californie | Élection de 2020 du 42e district congressionnel de Californie | Élection de 2020 du 42e district congressionnel de Californie | Élection de 2020 du 42e district congressionnel de Californie | Élection de 2020 du 42e district congressionnel de Californie |
| ------------------------------------------------------------- | ------------------------------------------------------------- | ------------------------------------------------------------- | ------------------------------------------------------------- | ------------------------------------------------------------- |
| Parti                                                         | Parti                                                         | Candidat                                                      | Votes                                                         | %                                                             |
|                                                               | Républicain                                                   | Ken Calvert (sortant)                                         | 210 274                                                       | 57,1                                                          |
|                                                               | Démocrate                                                     | William « Liam » O'Mara                                       | 157 773                                                       | 42,9                                                          |
| Total des votes                                               | Total des votes                                               | Total des votes                                               | 368 047                                                       | 100 %                                                         |
|                                                               | Les Républicains conservent                                   |                                                               |                                                               |                                                               |

### 2022
La Californie a tenu sa Primaire Jungle le 7 juin 2022, selon ce système de Primaire, tous les candidats sont sur le même bulletin de vote, et les deux arrivés en tête s'affronteront le jour de l'Élection Générale, à savoir le 8 novembre 2022.
| Primaire Jungle 2022 du 42e district congressionnel de Californie | Primaire Jungle 2022 du 42e district congressionnel de Californie | Primaire Jungle 2022 du 42e district congressionnel de Californie | Primaire Jungle 2022 du 42e district congressionnel de Californie | Primaire Jungle 2022 du 42e district congressionnel de Californie |
| ----------------------------------------------------------------- | ----------------------------------------------------------------- | ----------------------------------------------------------------- | ----------------------------------------------------------------- | ----------------------------------------------------------------- |
| Parti                                                             | Parti                                                             | Candidat                                                          | Votes                                                             | %                                                                 |
|                                                                   | Démocrate                                                         | Robert Garcia                                                     | 43 406                                                            | 46,6                                                              |
|                                                                   | Républicain                                                       | John Briscoe                                                      | 24 319                                                            | 26,1                                                              |
|                                                                   | Démocrate                                                         | Cristina Garcia                                                   | 11 685                                                            | 12,6                                                              |
|                                                                   | Démocrate                                                         | Peter Mathews                                                     | 3 415                                                             | 3,7                                                               |
|                                                                   | Démocrate                                                         | Nicole Lopez                                                      | 3 164                                                             | 3,4                                                               |
|                                                                   | Vert                                                              | Julio Cesar Flores                                                | 2 491                                                             | 2,7                                                               |
|                                                                   | Démocrate                                                         | Joaquin Beltran                                                   | 2 301                                                             | 2,5                                                               |
|                                                                   | Démocrate                                                         | William Summerville                                               | 2 254                                                             | 2,4                                                               |

| Élection de 2022 du 42e district congressionnel de Californie | Élection de 2022 du 42e district congressionnel de Californie | Élection de 2022 du 42e district congressionnel de Californie | Élection de 2022 du 42e district congressionnel de Californie | Élection de 2022 du 42e district congressionnel de Californie |
| ------------------------------------------------------------- | ------------------------------------------------------------- | ------------------------------------------------------------- | ------------------------------------------------------------- | ------------------------------------------------------------- |
| Parti                                                         | Parti                                                         | Candidat                                                      | Votes                                                         | %                                                             |
|                                                               | Démocrate                                                     | Robert Garcia                                                 | 99 217                                                        | 68,4                                                          |
|                                                               | Républicain                                                   | John Briscoe                                                  | 45 903                                                        | 31,6                                                          |
| Total des votes                                               | Total des votes                                               | Total des votes                                               | 145 120                                                       | 100 %                                                         |
|                                                               | Les Démocrates conservent                                     |                                                               |                                                               |                                                               |

### 2024
La Californie a tenu sa Primaire Jungle le 5 mars 2024, selon ce système de Primaire, tous les candidats sont sur le même bulletin de vote, et les deux arrivés en tête s'affronteront le jour de l'Élection Générale, à savoir le 5 novembre 2024.
| Primaire Jungle 2024 du 42e district congressionnel de Californie | Primaire Jungle 2024 du 42e district congressionnel de Californie | Primaire Jungle 2024 du 42e district congressionnel de Californie | Primaire Jungle 2024 du 42e district congressionnel de Californie | Primaire Jungle 2024 du 42e district congressionnel de Californie |
| ----------------------------------------------------------------- | ----------------------------------------------------------------- | ----------------------------------------------------------------- | ----------------------------------------------------------------- | ----------------------------------------------------------------- |
| Parti                                                             | Parti                                                             | Candidat                                                          | Votes                                                             | %                                                                 |
|                                                                   | Démocrate                                                         | Robert Garcia (sortant)                                           | 49 891                                                            | 52,1                                                              |
|                                                                   | Républicain                                                       | John Briscoe                                                      | 30 599                                                            | 31,9                                                              |
|                                                                   | Démocrate                                                         | Nicole Lopez                                                      | 8758                                                              | 9,1                                                               |
|                                                                   | Démocrate                                                         | Joaquin Beltran                                                   | 6532                                                              | 6,8                                                               |

| Élection de 2024 du 42e district congressionnel de Californie | Élection de 2024 du 42e district congressionnel de Californie | Élection de 2024 du 42e district congressionnel de Californie | Élection de 2024 du 42e district congressionnel de Californie | Élection de 2024 du 42e district congressionnel de Californie |
| ------------------------------------------------------------- | ------------------------------------------------------------- | ------------------------------------------------------------- | ------------------------------------------------------------- | ------------------------------------------------------------- |
| Parti                                                         | Parti                                                         | Candidat                                                      | Votes                                                         | %                                                             |
|                                                               | Démocrate                                                     | Robert Garcia (sortant)                                       | 159 153                                                       | 68,1                                                          |
|                                                               | Républicain                                                   | John Briscoe                                                  | 74 410                                                        | 31,9                                                          |
| Total des votes                                               | Total des votes                                               | Total des votes                                               | 233 563                                                       | 100 %                                                         |
|                                                               | Les Démocrates conservent                                     |                                                               |                                                               |                                                               |

## Frontières historique du district
De 2003 à 2013, le district couvrait des parties des comtés de Los Angeles, Orange et San Bernardino dans le Sud de la Californie.